# Quartetto Vocale Cetra
Il Quartetto Vocale Cetra, noto anche come Quartetto Campestre Cetra, Quartetto Vocale Maschile Cetra e Quartetto Ritmico Cetra, fu un gruppo vocale italiano alle dipendenze della casa di distribuzione discografica Cetra e dell'EIAR.

## Storia del gruppo
Il complesso vocale venne formato dalla casa discografica Cetra nel 1936 ed incise per questa etichetta e per la Parlophon.
Era composto da quattro componenti selezionati dell'orchestra Angelini particolarmente predisposti nell'esecuzione del canto armonizzato. Si trattava di una formazione occasionale il cui scopo era quello di impreziosire le incisioni della stessa (talvolta accompagnando altri cantanti), senza dover ricorrere ad ulteriori artisti.
L'organico non era predefinito: spesso per necessità la formazione variava avvalendosi di altri esecutori all'interno del medesimo organico di Angelini.
Fu attivo fino al 1942, quando fu definitivamente soppiantato dal Quartetto Cetra, dal quale differiva per il particolare stile esecutivo, facilmente riconoscibile, caratterizzato da una spiccata leggerezza vocale e compattezza armonica.
Il Quartetto conosceva anche una formazione ridotta, ovvero senza il trombettista Gianni D'Ovidio: in questi casi il gruppo prendeva il nome di Trio Vocale Cetra.
Si noti che la CETRA era solita impartire la denominazione di Trio Vocale anche ad una formazione femminile anonima di impostazione lirica attiva per poco tempo a cavallo tra il 1935 ed il 1938; inoltre lo stesso nome venne imposto al Trio Lescano nelle ultime incisioni esterne al contratto discografico Parlophon originario, cosicché su tali etichette CETRA, e ristampe di incisioni Parlophon, venne riportata in calce la dicitura di "Trio Vocale Cetra" o "Trio Vocale Femminile".

### Formazione
- Piero Pavesio: voce, pianoforte
- Luigi Casasco: voce, contrabbasso
- Telesio Ghirardenghi: voce, violino
- Gianni D'Ovidio: voce, tromba
- Luigi Astore: voce e pianoforte, riserva vocale di entrambi i gruppi (Trio e Quartetto) ed impiegata per eventuali sostituzioni

## Discografia parziale

### 78 giri
Serie IT e DC, Dischi Cetra
Serie GP e C, Dischi Parlophon (incisi per la CETRA)
| ANNO CATALOGO | NUMERI SERIE | NUMERI MATRICE | TITOLO                                  | FORMAZIONE             | ALTRI CANTANTI                                 |
| ------------- | ------------ | -------------- | --------------------------------------- | ---------------------- | ---------------------------------------------- |
| 1938          | GP92589      | 153736         | ‘O MESE D'E RROSE                       | QUARTETTO VOCALE CETRA | LUCIANA DOLLIVER                               |
| 1939          | GP92687      | 153910         | 305 C.P.                                | QUARTETTO VOCALE CETRA | ALDO MASSEGLIA                                 |
| 1939          | GP92592      | 153733         | ADDUORMETE AMMORE                       | QUARTETTO VOCALE CETRA | AUGUSTO FERRAUTO                               |
| 1939          | GP92745      | 153977         | AL GATTO BIANCO                         | QUARTETTO VOCALE CETRA |                                                |
| 1939          | GP92667      | 153870         | AMARSI QUANDO PIOVE                     | QUARTETTO VOCALE CETRA | ENZO AITA, NUCCIA NATALI                       |
| 1939          | GP92639      | 153830         | ANDAS SENORITAS                         | QUARTETTO VOCALE CETRA | VITTORIO BELLELI                               |
| 1939          | GP92640      | 153856         | BACIONI E GRAPPOLI                      | QUARTETTO VOCALE CETRA | ALDO MASSEGLIA                                 |
| 1938          | GP92634      | 153793         | BALLA UN VALZER CON ME FILOMENA         | QUARTETTO VOCALE CETRA |                                                |
| 1939          | GP92626      | 153804         | BALLIAMO IL PASSO LAMBETH               | QUARTETTO VOCALE CETRA | TRIO LESCANO, DINO DI LUCA                     |
| 1939          | GP92635      |                | BELTÀ RUSTICANA                         | QUARTETTO VOCALE CETRA |                                                |
| 1939          | GP92773      | 154076         | BIANCANEVE E I SETTE NANI               | QUARTETTO VOCALE CETRA | MARIA BONELLI, PIERO PASERO, TRIO LESCANO      |
| 1939          | GP92773      | 154077         | BIANCANEVE E I SETTE NANI               | QUARTETTO VOCALE CETRA | MARIA JOTTINI, MICHELE MONTANARI, TRIO LESCANO |
| 1939          | GP92703      | 153923(?)      | BOBY                                    | QUARTETTO VOCALE CETRA | NUNZIO FILOGAMO                                |
| 1938          | GP92457      | 153450         | CANTA CHIQUITA                          | QUARTETTO VOCALE CETRA | CARLO MORENO                                   |
| 1939          | GP92690      | 153933         | CHI VUOL FARE L'AMORE                   | QUARTETTO VOCALE CETRA |                                                |
| 1939          | GP92641      | 153831         | CIAO BABY                               | QUARTETTO VOCALE CETRA | ALDO MASSEGLIA                                 |
| 1939          | GP92459      | 153384         | CIAO…CIAO                               | QUARTETTO VOCALE CETRA | DINO DI LUCA                                   |
| 1939          | GP92691      | 153930         | COL MAZZOLIN DI FIORI                   | QUARTETTO VOCALE CETRA |                                                |
| 1939          | IT527        | 50091          | CONFERENZA SULLA PUNTEGGIATURA          | QUARTETTO VOCALE CETRA | ODOARDO SPADARO                                |
| 1939          | IT555        | 50091          | CONFERENZA SULLA PUNTEGGIATURA          | QUARTETTO VOCALE CETRA | ODOARDO SPADARO                                |
| 1938          | GP92716      | 153951         | CONTADINELLA BRUNA                      | QUARTETTO VOCALE CETRA | ALDO MASSEGLIA                                 |
| 1939          | IT677        |                | COSA PUÒ FARE UN PICCOLO RAGGIO DI LUNA | QUARTETTO VOCALE CETRA |                                                |
| 1939          | GP92597      | 153723         | CUORI DI LEGNO                          | QUARTETTO VOCALE CETRA | NUCCIA NATALI                                  |
| 1939          | GP92437      | 153433         | DESTINO                                 | QUARTETTO VOCALE CETRA | CARLO MORENO                                   |
| 1939          | GP92753      | 154067         | FIDARSI È BENE…MA                       | QUARTETTO VOCALE CETRA |                                                |
| 1939          | GP92680      | 153940         | FIOR DI MONTAGNA                        | QUARTETTO VOCALE CETRA | DINO DI LUCA                                   |
| 1938          | GP92668      | 153895         | FRANCESCAMARIA                          | QUARTETTO VOCALE CETRA | ALDO MASSEGLIA                                 |
| 1938          | GP92752      | 154064         | FUORI PORTA…DOMENICA AL GIORNO          | QUARTETTO VOCALE CETRA |                                                |
| 1938          | GP92634      |                | GIORNO DI FESTA                         | QUARTETTO VOCALE CETRA |                                                |
| 1939          | GP92735      | 153982         | GIRA E RIGIRA                           | QUARTETTO VOCALE CETRA |                                                |
| 1938          | GP92034      |                | GRAZIE TANTE, SIGNORA MIA CARA          | QUARTETTO VOCALE CETRA |                                                |
| 1939          | GP92476      | 153508         | IL MIO SEGRETO AMORE                    | QUARTETTO VOCALE CETRA | GINO DEL SIGNORE                               |
| 1939          | GP92720      | 153956         | IL RE DI CUORI                          | QUARTETTO VOCALE CETRA | DINO DI LUCA                                   |
| 1939          | GP92573      | 153680         | IN UN VALZER CUORE A CUORE              | QUARTETTO VOCALE CETRA | GIACOMO OSELLA                                 |
| 1939          | GP92680      | 153891         | L'ORA D'AMARE                           | QUARTETTO VOCALE CETRA | DINO DI LUCA                                   |
| 1939          | GP92595      | 153728         | LA CANZONE DEL MARE                     | QUARTETTO VOCALE CETRA | LUCIANA DOLLIVER                               |
| 1941          | GP92816      |                | LA CANZONE DELLA FORTUNA                | QUARTETTO VOCALE CETRA |                                                |
| 1939          | GP92753      | 154063         | LA MAZURCA DI NANA'                     | QUARTETTO VOCALE CETRA |                                                |
| 1939          | GP92755      | 154023         | LA MAZURCA DI PAPÀ                      | QUARTETTO VOCALE CETRA |                                                |
| 1939          | GP92657      | 153855         | LA MAZURKA DELL'ALLEGRIA                | QUARTETTO VOCALE CETRA | ALDO MASSEGLIA                                 |
| 1939          | GP92495      | 153538         | LO SO CHE NON È VERO                    | QUARTETTO VOCALE CETRA | ENZO AITA, TRIO LESCANO                        |
| 1939          | GP92660      | 153880         | LUCE D'AMORE                            | QUARTETTO VOCALE CETRA | NUCCIA NATALI                                  |
| 1939          | GP92537      | 153620         | LUCIA AMO I TUOI OCCHI DI SOLE          | QUARTETTO VOCALE CETRA | CARLO MORENO                                   |
| 1939          | GP92475      | 153507         | LULU'                                   | QUARTETTO VOCALE CETRA | GINO DEL SIGNORE                               |
| 1939          | GP92640      | 153829         | MA GUARDA LA ROSINA                     | QUARTETTO VOCALE CETRA | VITTORIO BELLELI                               |
| 1939          | GP92695      | 153942         | MA GUARDA LA ROSINA                     | QUARTETTO VOCALE CETRA | DINO DI LUCA                                   |
| 1939          | GP92707      | 153942         | MA GUARDA LA ROSINA                     | QUARTETTO VOCALE CETRA | DINO DI LUCA                                   |
| 1939          | GP92639      | 153657         | MANGIA L'UVA CHE TI FA BENE             | QUARTETTO VOCALE CETRA | ALDO MASSEGLIA                                 |
| 1939          | GP92736      | 153980         | MARGHERITA                              | QUARTETTO VOCALE CETRA |                                                |
| 1939          | GP92691      | 153931         | MAZURKA PAESANA                         | QUARTETTO VOCALE CETRA |                                                |
| 1938          | GP92642      | 153826         | MERCI MON AMI                           | QUARTETTO VOCALE CETRA | NUCCIA NATALI                                  |
| 1939          | GP92572      | 153707         | MICHELINO                               | QUARTETTO VOCALE CETRA | GIACOMO OSELLA                                 |
| 1939          | GP92657      | 153854         | MUSICA IN CAMPAGNA                      | QUARTETTO VOCALE CETRA | ALDO MASSEGLIA                                 |
| 1939          | GP92755      | 154022         | NON LO VEDI CHE L'ALBERO PENDE?         | QUARTETTO VOCALE CETRA |                                                |
| 1939          | GP92484      | 153520         | OH SCUSI                                | QUARTETTO VOCALE CETRA | NUNZIO FILOGAMO                                |
| 1938          | GP92477      | 153498         | PAPÀ E MAMMÀ                            | QUARTETTO VOCALE CETRA | TRIO LESCANO                                   |
| 1939          | GP92695      | 153943         | PER FORTUNA                             | QUARTETTO VOCALE CETRA | DINO DI LUCA                                   |
| 1939          | GP92526      | 153601         | PERCHÉ NON VUOI PARLARMI DEL TUO AMOR   | QUARTETTO VOCALE CETRA | NUCCIA NATALI                                  |
| 1939          | IT677        |                | PERDONAMI LIÙ                           | QUARTETTO VOCALE CETRA | ALFREDO CLERICI                                |
| 1938          | GP92716      | 153952         | REGINELLA CAMPAGNOLA                    | QUARTETTO VOCALE CETRA | ALDO MASSEGLIA                                 |
| 1939          | GP92439      | 153429         | RUMBA INDU'                             | QUARTETTO VOCALE CETRA | CARLO MORENO                                   |
| 1939          | GP92658      | 153853         | SE IL MIO SOGNO SI AVVERASSE            | QUARTETTO VOCALE CETRA | ALDO MASSEGLIA                                 |
| 1939          | GP92470      | 153486?        | SEI LA MIA GIOIA                        | QUARTETTO VOCALE CETRA |                                                |
| 1939          | GP92572      | 153708         | SERENATA DEL COCCODRILLO                | QUARTETTO VOCALE CETRA | GIACOMO OSELLA                                 |
| 1939          | GP92735      | 153983         | SICILIA                                 | QUARTETTO VOCALE CETRA |                                                |
| 1939          | IT542        | 50072          | SIGNORINA MI DICA                       | QUARTETTO VOCALE CETRA | ODOARDO SPADARO                                |
| 1939          | GP92571      | 153710         | SIGNORINE IN BARCA                      | QUARTETTO VOCALE CETRA | GIACOMO OSELLA                                 |
| 1941          | GP92816      |                | SINCERI AUGURI                          | QUARTETTO VOCALE CETRA |                                                |
| 1939          | GP92439      | 153430         | SON SCHIAVO                             | QUARTETTO VOCALE CETRA | CARLO MORENO                                   |
| 1939          | GP92736      | 153981         | SOTTO AL BRACCIO ALLA PUPA MIA          | QUARTETTO VOCALE CETRA |                                                |
| 1939          | GP92635      | 153792         | SUONA LA BANDA                          | QUARTETTO VOCALE CETRA |                                                |
| 1939          | GP92470      |                | TI AMO COSÌ                             | QUARTETTO VOCALE CETRA |                                                |
| 1938          | GP92752      | 154068         | TICCHE-TI BON-BA                        | QUARTETTO VOCALE CETRA |                                                |
| 1939          | GP92484      | 153519         | TOC TOC TOC                             | QUARTETTO VOCALE CETRA | NUNZIO FILOGAMO, TRIO LESCANO                  |
| 1939          | GP92694      | 153906         | TORNERA'L'AMORE                         | QUARTETTO VOCALE CETRA | DINO DI LUCA                                   |
| 1938          | GP92039      |                | TUTTO BENE MADAMA LA MARCHESA           | QUARTETTO VOCALE CETRA |                                                |
| 1939          | GP92526      | 153600         | UN BACIO SOL                            | QUARTETTO VOCALE CETRA | NUCCIA NATALI                                  |
| 1939          | GP92451      | 153468         | UN PO'DI SWING                          | QUARTETTO VOCALE CETRA | ENZO AITA                                      |
| 1939          | GP92745      | 153976         | UNA NOTTE IN PARADISO                   | QUARTETTO VOCALE CETRA |                                                |
| 1939          | GP92633      | 153798         | VADO IN CINA E TORNO                    | QUARTETTO VOCALE CETRA | TRIO LESCANO                                   |
| 1939          | GP92690      | 153932         | VALZER DEI CAMPAGNOLI                   | QUARTETTO VOCALE CETRA |                                                |
| 1939          | GP92660      | 153879         | VECCHIA CHICAGO                         | QUARTETTO VOCALE CETRA | NUCCIA NATALI                                  |
| 1938          | GP92642      | 153825         | VOGLIO FISCHIETTARE                     | QUARTETTO VOCALE CETRA | NUCCIA NATALI                                  |

| ANNO CATALOGO | NUMERI SERIE | NUMERI MATRICE | TITOLO                  | FORMAZIONE        | ALTRI CANTANTI                           |
| ------------- | ------------ | -------------- | ----------------------- | ----------------- | ---------------------------------------- |
| 1942          | GP93098      | 154700         | CARA GIUSEPPINA         | TRIO VOCALE CETRA |                                          |
| 1942          | GP93060      | 154700         | CARA GIUSEPPINA         | TRIO VOCALE CETRA |                                          |
| 1939          | GP92601      | 153750         | COUBANAKAN              | TRIO VOCALE CETRA |                                          |
| 1941          | IT835        |                | FIORE DI MONTAGNA       | TRIO VOCALE CETRA | ALFREDO CLERICI, LINA TERMINI            |
| 1937          | GP92223      | 151965         | GIROTONDO DELLA MUSICA  | TRIO VOCALE CETRA | TRIO LESCANO                             |
| 1942          | GP93034      | 154547         | HAREM                   | TRIO VOCALE CETRA |                                          |
| 1942          | GP93021      | 154547         | HAREM                   | TRIO VOCALE CETRA |                                          |
| 1942          | C7953        | 154547         | HAREM                   | TRIO VOCALE CETRA |                                          |
| 1941          | GP92910      | 154312         | IN UN BAR DI CHICAGO    | TRIO VOCALE CETRA |                                          |
| 1939          | GP92600      | 153748         | L'ISOLA FELICE          | TRIO VOCALE CETRA | ISA BLUETTE, NUTO NAVARRINI              |
| 1941          | C8081        | 51639          | LA VACCHERELLA E L'ORCO | TRIO VOCALE CETRA | LUCIANO PELLEGRINI, CODA(?), TRIO AURORA |
| 1937          | GP92223      | 151977         | MUSICA NELL'ARIA        | TRIO VOCALE CETRA | TRIO LESCANO                             |
| 1941          | GP93021      | 154556         | MUSTAFÀ                 | TRIO VOCALE CETRA |                                          |
| 1941          | GP92893      | 154556         | MUSTAFÀ                 | TRIO VOCALE CETRA |                                          |
| 1939          | GP92781      |                | PASSEGGIANDO PER MILANO | TRIO VOCALE CETRA |                                          |
| 1939          | IT835        |                | ROSA MARIA              | TRIO VOCALE CETRA |                                          |
| 1939          | GP92865      | 154239         | UICCI CI                | TRIO VOCALE CETRA |                                          |

n.b.:
- Sul disco GP 92223 viene indicato "Sestetto Vocale", si riscontra però -de audito- trattarsi del Trio vocale Cetra e del Trio vocale Lescano

| ANNO CATALOGO | NUMERI SERIE | NUMERI MATRICE | TITOLO                          | FORMAZIONE                           | ALTRI CANTANTI         |
| ------------- | ------------ | -------------- | ------------------------------- | ------------------------------------ | ---------------------- |
| 1940          | C8081        | 154578         | CAPPUCCETTO ROSSO               | TRIO VOCALE (CETRA n.d.r.) FEMMINILE | MARIA LUISA DELL'AMORE |
| 1940          | GP93031      | 154578         | CAPPUCCETTO ROSSO               | TRIO VOCALE (CETRA n.d.r.) FEMMINILE | MARIA LUISA DELL'AMORE |
| 1942          | DC4152       | 51640          | IL SILENZIO È D'ORO (PETTEGOLE) | TRIO VOCALE CETRA                    |                        |
| 1942          | DC4152       | 51654          | QUANDO CANTA IL CUCU'           | TRIO VOCALE CETRA                    |                        |
| 1939          | GP92124a     |                | LA VECCHIA NAPOLI               | TRIO VOCALE CETRA (FEMMINILE n.d.r)  |                        |
| 1939          | GP92124b     |                | LA VECCHIA NAPOLI               | TRIO VOCALE CETRA (FEMMINILE n.d.r)  |                        |
| 1940          | GP93031      | 154578         | PAESE BLU                       | TRIO VOCALE (CETRA n.d.r.) FEMMINILE |                        |
| 1940          | GP93085      |                | UN BIMBO E UNA CASETTA          | TRIO VOCALE (CETRA n.d.r.) FEMMINILE |                        |

n.b.: 
- Il disco GP 93085 è di dubbia attribuzione, potrebbe essere eseguito dal Trio Vocale Lescano, dal Trio Aurora o dal Trio Triestino (Trio vocale Sorelle Triestine), in attesa di una conferma "de auditu" viene comunque registrato come da catalogo CETRA del 1941, pagina 224.
- I dischi GP 93031 e C 8081 sono probabilmente attribuibili al Trio Aurora
- Il disco DC 4152 è per certezza inciso dal Trio Lescano